# 化膿レンサ球菌
化膿レンサ球菌（かのうレンサきゅうきん、Streptococcus pyogenes）とは、レンサ球菌属に属する細菌の一種。レンサ球菌の鑑別に用いられるランスフィールド抗原分類ではA群に属し、また血液寒天培地上で培養するとβ溶血性を示す。この性質から、A群β溶血性レンサ球菌（えーぐんべーたようけつせいれんさきゅうきん）とも呼ばれ、臨床医学分野ではこの名称が用いられることが多い。A群溶レン菌、あるいは単に溶レン菌（溶連菌）、またGAS(Group A Streptococci)という略語が用いられることもある（#名称の節を参照）。
健康なヒトの咽頭や消化管、表皮にも生息する常在細菌の一種であるが、GAS感染症（溶レン菌感染症）と呼ばれる各種の化膿性疾患や、産生する毒素による全身性疾患、あるいは感染後に一種の合併症として起きる免疫性疾患など、多様な疾患の原因になる。ごくありふれた病原菌・常在菌の一種であるものの、場合によっては劇症型溶血性レンサ球菌感染症（壊死性筋膜炎など）と呼ばれる、進行の早い致死性疾患の原因となることがあり、俗に人食いバクテリアと称されることがある細菌の一種である（人食いバクテリアと呼ばれるものには、他にグラム陰性桿菌のビブリオ・バルニフィカス Vibrio vulnificusがある）。

## 細菌学的特徴
化膿レンサ球菌は、レンサ球菌属に属するグラム陽性球菌で、顕微鏡下では連鎖状の配列をとる。鞭毛を持たないため非運動性であり、菌株によっては莢膜を有するものもある。芽胞は形成しない。通性嫌気性菌であるため、酸素の存在下でも、酸素が存在しない環境でも生育しうるが、やや嫌気性の環境を好む。他のレンサ球菌同様、栄養要求性が若干高いため、普通寒天培地での生育はやや劣るが、血液寒天培地ではよく生育する。

レンサ球菌属の溶血性。血液寒天培地に培養すると菌の生えた周囲の培地に溶血現象が見られる。中央（βの字を描いて培養）が、β溶血性（菌周囲に透明で広い溶血帯を生じる）の化膿レンサ球菌。左（α溶血性、溶血帯が狭く緑変）はS. mitis、右（γ溶血性、非溶血性）はS. salivarius

他のレンサ球菌属菌とは、溶血性と、ランスフィールド抗原分類群別と呼ばれる菌体表面の抗原性の違いから鑑別される。β溶血性（完全透明な大きい溶血帯が観察される）で、ランスフィールドA群のレンサ球菌が化膿レンサ球菌に該当し、この二つの性状から、ヒトから分離される頻度の高い他のレンサ球菌属菌との鑑別が可能である。またこの他、バシトラシン（枯草菌が産生する抗生物質）に対して感受性であることも、病原性のB群β溶レン菌であるストレプトコッカス・アガラクチアエ（S. agalactiae, GBS）との鑑別に利用される。
化膿レンサ球菌は細胞表面のMタンパク質の構造により、数多くの血清型に分類される。血清型により、起こしうる感染症の種類なども異なっている。伝染性膿痂疹を起こす血清型、咽頭炎を起こす血清型、糸球体腎炎を惹起する血清型、リウマチ熱を惹起する血清型など（一部重複あり）が知られている。

### 名称
細菌学上の生物名としてS. pyogenes（種形容語はラテン語の「膿み（pyo-）」および「生じる（gen-）」に由来）に対応する和名は「化膿レンサ球菌」であるが、臨床医学分野では「A群β溶血性レンサ球菌」が用いられることが多い。後者の名称は、レンサ球菌属で鑑別の指標とされる二つの性状、すなわちランスフィールド抗原分類と、溶血性分類に由来する。また「β溶血性レンサ球菌」が、「β溶レン菌」「溶レン菌」と略されることから、「A群溶レン菌」という略称で呼ばれることもある。さらには、β溶血性レンサ球菌の中では感染症の原因として分離される頻度がもっとも高いため、単に「溶レン菌」と呼んだ場合にも暗黙裏に本菌のことを指す場合も多々ある。また英語圏では、A群レンサ球菌を意味する「Group A Streptococci」のアクロニムであるGASが頻用されるため、日本でもこれを略称として用いられることも多い。
なお「レンサ」の表記については、従前は漢字表記の「連鎖」も頻用されていたが、生物学／医学分野で正式に扱う場合はカタカナ表記が推奨されている。

## 病原因子
化膿レンサ球菌の病原因子として、以下のものが知られている。

### 細胞に局在する病原因子
莢膜
一部の菌株に見られ、ヒアルロン酸から構成される。白血球による貪食を逃れる役割（抗食菌作用）を持つ。
リポタイコ酸
細胞壁に結合した多糖類。粘膜への付着によって感染部位への定着を容易にする（定着因子）
Mタンパク質
表面タンパク質の一種。角質細胞と接着し、皮膚への定着に関与する定着因子。また補体活性化因子やフィブリノーゲンと結合することで、抗食菌作用も持つ。またヒト心筋のタンパク質（ミオシンやトロポミオシン）と共通の抗原性を持っており、宿主への分子擬態に関与するとともに、これに対する抗体が自己反応性抗体として作用することで、リウマチ熱などの自己免疫疾患の発症に関わるといわれている。Mタンパク質の菌株ごとの抗原性の違いが、化膿レンサ球菌の血清型別に関与する。
C5aペプチダーゼ
表面のタンパク質の一種で、補体成分のC5aを分解して補体による排除機構から逃れる役割を持つ。

### 分泌される毒素、酵素
ストレプトリジン（ストレプトリシン）
溶血素、すなわち赤血球などの細胞膜を破壊することで細胞や組織に対する毒性を示す菌体外酵素。組織破壊による感染巣の拡大や、免疫細胞による排除に対する抵抗性に関与する。ストレプトリジンOとストレプトリジンSの二種類があり、大部分の菌株がこの両者を産生する。前者は分子量69,000のタンパク質で、抗原性があり、GAS感染症の回復期患者では、血中の抗ストレプトリジンO抗体価（Anti-streptolysin O：ASLO）が上昇するため、診断に有用である。後者は分子量8,000のペプチドで抗原性はない。
ストレプトキナーゼ
プラスミノーゲンに結合し、これを活性化する役割を持つタンパク質。菌の侵襲性に関与するといわれ、壊死性筋膜炎との関連が指摘されている。
発熱毒素群
スーパー抗原としての活性を持つタンパク質群。免疫担当細胞の過剰な亢進を引き起こし、発熱、炎症、全身性ショックの原因になる。猩紅熱に見られる全身性の発赤（発赤毒素）や毒素性ショック症候群などの毒素性疾患の主因であり、また壊死性筋膜炎との関連も指摘されている。
以上のほか、ヒアルロニダーゼやDNaseなどの分解酵素を菌体外に分泌しており、これらも組織破壊による感染巣拡大に関与すると考えられている。

## 病原菌としての化膿レンサ球菌
化膿レンサ球菌は、ヒトに対して病原性を示す代表的な細菌であるといえる。化膿レンサ球菌によって引き起こされる病気は、大きく分けると以下の様に分類することができる。

### 急性感染症
化膿レンサ球菌自体がヒトの組織を破壊することによるか、あるいは生きた化膿レンサ球菌に対する免疫反応のために症状が発現する病気。但し、発生機序は未解明。
- 急性扁桃炎 - 口蓋扁桃（いわゆる「扁桃腺」）に細菌またはウイルスが感染することによって起こる病気で、発熱や咽頭痛（のどの痛み）、いびき、鼻閉などの症状が出現する。細菌としては最も多い起炎菌が化膿レンサ球菌である。
- 伝染性膿痂疹 - いわゆる「とびひ」のこと。
- 壊死性筋膜炎 - 毒素性ショック症候群とともに、「劇症型溶連菌感染症」と呼ばれる、最も重症な病型。四肢の筋肉を包む筋膜に化膿レンサ球菌が感染するものであるが、外科的に病巣を切除することが必要であり、治療が遅れれば致命的となる危険もある。
- その他、蜂窩織炎（蜂巣炎）[1]や化膿性関節炎、骨髄炎、結膜炎などさまざまな感染症を起こす。

### 毒素性疾患

猩紅熱による発疹

- 毒素性ショック症候群 - 化膿レンサ球菌が産生する毒素に対する免疫反応のために、全身性炎症反応症候群からショック、多臓器不全に至る。壊死性筋膜炎とともに、「劇症型溶連菌感染症」と呼ばれる。
- 猩紅熱 - 主に乳幼児にみられる感染症で、化膿レンサ球菌の持つ毒素のために苺舌や発疹が出現する。

### 感染症後遺症
菌体抗原（M蛋白質）と生体組織の免疫的交差反応、或は菌体抗原と抗体複合物の生体内沈着により免疫反応によると考えられる疾患である。
- リウマチ熱 - 咽頭感染後2-3週間後に発症する（紅斑、舞踏病は約6ｶ月後）、皮下結節、発疹、関節炎、心筋炎、不随意運動が主要症状。原因としては菌体抗原（M蛋白質）と心筋組織の免疫的交差反応などの説がある。
- 血管性紫斑病 - 四肢の皮下出血が主症状で、他には関節痛、腹痛、腎炎などが出現する。
- 急性糸球体腎炎 - 咽頭炎の1-2週間後、皮膚感染症の2-3週間後に発症（発症率は1-5%）。症状は急性腎機能不全症状（血尿、浮腫、高血圧が3大症状）。主に小児に発症し、完治する場合は多いが、成人の場合は予後が悪く、慢性腎炎になることが多い。原因としては菌体抗原と抗体結合物が腎糸球体基底膜の沈着により炎症反応（III型アレルギー）を起こすと考えられている。